# Успение Богородично (Модрич)
Вижте пояснителната страница за други значения на Успение Богородично.
„Успение на Пресвета Богородица“ (на македонска литературна норма: „Успение на Пресвета Богородица“) е възрожденска църква в стружкото село Модрич, Северна Македония. Църквата е част от Стружкото архиерейско наместничество на Дебърско-Кичевската епархия на Македонската православна църква – Охридска архиепископия.
Църквата е разположена в южния край на селото и е гробищен храм. Според ктиторския надпис е изградена в 1884 година. От надписа в протезиса се разбира, че храмът е осветен на 8 май 1888 година. В архитектурно отношение е еднокорабна сграда от дялан камък. Камбанарията е изградена в 1996 година.
В интериора няма стенописи, а иконостасът е с плитка резба. Иконите в църквата са от 1815 година до края на XIX век. Някои от тях са дело на дебърския майстор Аврам Дичов, който рисува в храма в 1888 година. От непознат зограф е иконата на Св. св. Кирил и Методий (47 х 32 cm), изработена в 1894 година и дарена от Ристо Стефов и синовете му Лазар и Глигор. Кирил и Методий са в архиерејски облекла и държат между себе си голям отворен свитък с българската азбука. Иконата е надписана: „С Кірылъ Меθодіа Булгарскиі просветітелі“.
Църквата пострадва от масовите грабежи на икони от църкви в Западна Македония в началото на XXI век. В 2010 голяма част от иконите са откраднати. В 2013 година църквата е ограбена пак.